# يوغي يو! : غو راش !!
يو☆غي☆يو!: غو راش !! (باليابانية : 遊☆戯☆王ゴーラッシュ！！ تُنطق باليابانية : يوغي يو جو لاشّو !!، و تعني بالعربية : يوغي يو!: اندفِع!!), تكتب بالإنجليزية Yu-Gi-Oh! GO RUSH!! و هو عبارة عن سلسلة أنمي تم انتاجها من قبل استديو بريدج. و هو عباراة عن سلسلة منبقة من امتياز الإنمي يوغي يو! , بعد السلسلة السابقة يوغي يو ! سيفينز .
عُرضت سلسلة يوغي يو ! غو راش لأول مرة على التلفاز الياباني في 3 أبريل 2022.  

## القصة
تدور أحداث القصة في مدينة تدعي موتسوبا ، وهو المكان الذي تم فيه أنشاء مبارازات التدافع بعد وراثة الشركة من قبل والديهم، بدأ الأشقاء “يوهي” و”يوامو أودو” العمل في منظمة تسمى “فوق الأرضية لحلول المشاكل“، وهي منظمة تصطاد الفضائيين.
على الرغم من أنهم لم يلتقوا فضائيين من قبل، إلا أن “يوهي” ظل يائسًا من أجل مقابلة أحدهم لأنه يعتقد أن فضائيًا ما قد سرق أداته المهمة المسماة «ارث دمار».
في أحد الأيام، أثناء البحث عن مخلوقات خارج كوكب الأرض، يجد “يوهي” و”يوامو” بقعة غريبة في الغابة حيث سقطت وسط العديد من الأشجار، مما يشكل مشهدًا مشابهًا لدائرة المحاصيل.
بينما يغامرون أكثر، يكتشفون سفينة فضاء غامضة ويدخلونها بدافع الفضول.
لدهشتهم، صادفوا “يودياس فيلجير“، و هو فضائي من مجموعة نجم فيلجير.
كما اتضح، يسعى “يودياس” للتعرف على اكثر مبارزة الاندفاع، وهي لعبة ورق شائعة بين طلاب المدارس الابتدائية، لأنه يعتقد أنها ستنقذ وطنه من حرب طويلة.
مع موافقة الأشقاء على تعليم “يودياس” عن مبارزة الاندفاع، أدركوا في النهاية أن اتصالهم الأول مع فضائي قد لا يكون مصادفة عشوائية. . 

## الميديا

### الأنيمي
في 17 ديسمبر 2021 ، أعلنت شبكة تي في طوكيو أن أنمي يوغي يو ! سيعود بسلسلة جديدة و هي يوغي يو ! غو راش !! أو كما تسمي باللغة العربية يوغي يو ! إندفاع سيُعرض لأول مرة على التلفاز في 3 أبريل 2022 ، على شبكة تي في طوكيو و بي إس تي في طوكيو ، مع عودة عدد من الموظفين الرئيسيين الذين عملوا على أنتاج أنمي يوغي يو ! سيفينز إلى مناصبهم: و هم نوبوهيرو كوندو كمدير للسلسلة من قبل استديو بريدج و توشيميتسو تاكيوتشي بدور مسؤول عن سيناريوهات السلسلة ، و كازوكو تادانو وهيرومي ماتسوشيتا للعمل على تصميم الشخصيات.  و اختيرت الشارة الافتتاحية للحلقات 1-51 ، و هي "Shinkirō" (蜃気楼) (ميراج) لفريدريك بينما شارة النهاية هي One Way بالعربية "طريق واحد" غناء يوسوكي سايكي.  و بدء من الحلقة 52 فصاعدًا ، تم تغيير شارتي البداية و النهاية حيث أن شارة البداية الثانية هي "روح المجرة " غناء BRADIO بينما شارة النهاية هي " العالم أو Cosmos" غناء تايتشي موكاي . 

### المانغا
في 3 مارس 2022 ، أُعلن أن يوغي يو ! غو راش !! سيحصل على مانجا تم نشرها لأول مرة ضمن مجلة سايكيو جامب Saikyo Jump التابعة لشركة شوئيشا ، مكتوبة و مرسومة من قبل المانغاكا سوجيتا ناويا و التي تم إطلاقها في 4 أبريل 2022. 

### التغيرات الجديدة في لعبة مبارزة الوحوش
تم تقديم نوع وحوش جديد لمبارزات الاندفاع مع ظهور الأنمي و هي الوحوش المجرية. يتم استخدامه من قبل بطل الرواية ، يودياس.
في أغسطس 2022 ، ظهر سحر ميكانيكي جديد مخصص للمبارزات الاندفاع في الأنمي ، المعروفة باسم سحر الاداة .  أُطلق سراح تلك الاوراق لاحقًا في أكتوبر. و وظيفة اوراق السحر الميكانيكي هذه الوظيفة مشابهة لاوراق سحر الاداة من لعبة المبارزة الرئيسية .

## روابط خارجية
- يو غي أوه! غو راش !! الموقع الرسمي على تلفزيون طوكيو باللغة اليابانية
- يوغي يو! : غو راش !! (أنمي) في شبكة أخبار الأنمي
- Yu-Gi-Oh! Go Rush!!  في قاعدة بيانات الأفلام على الإنترنت (بالإنجليزية)
- يو غي أوه! غو راش !! في MyAnimeList